# Jour de l'indépendance de la République de Moldavie
Le Jour de l'Indépendance (roumain : Ziua Independenței) est la fête nationale de la Moldavie commémorant l'adoption de la Déclaration d'indépendance vis-à-vis de l'Union soviétique le 27 août 1991. 

## Arrière-plan

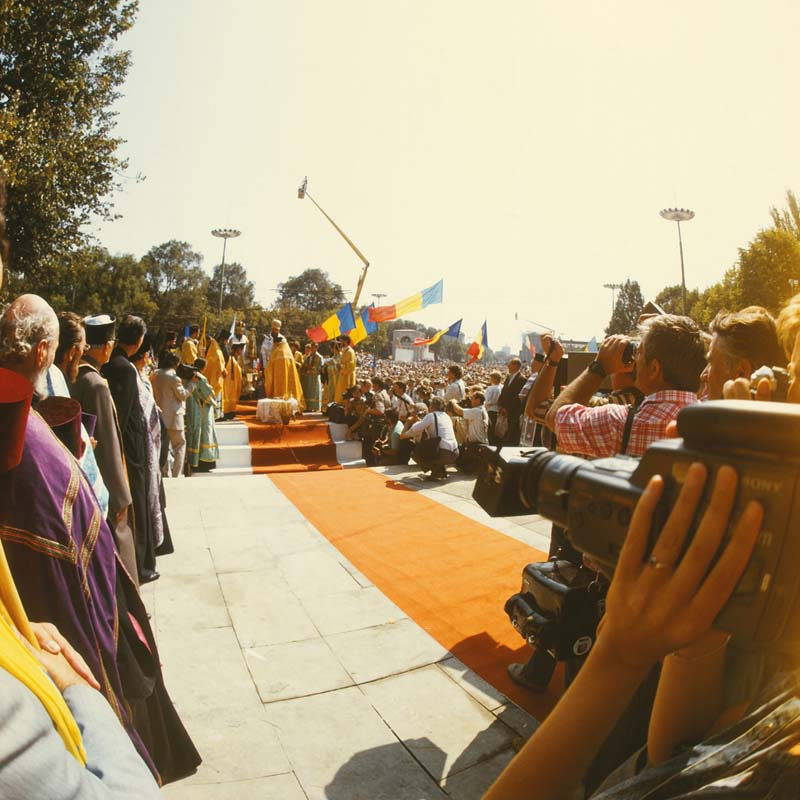
Jour de l'Indépendance en 1989

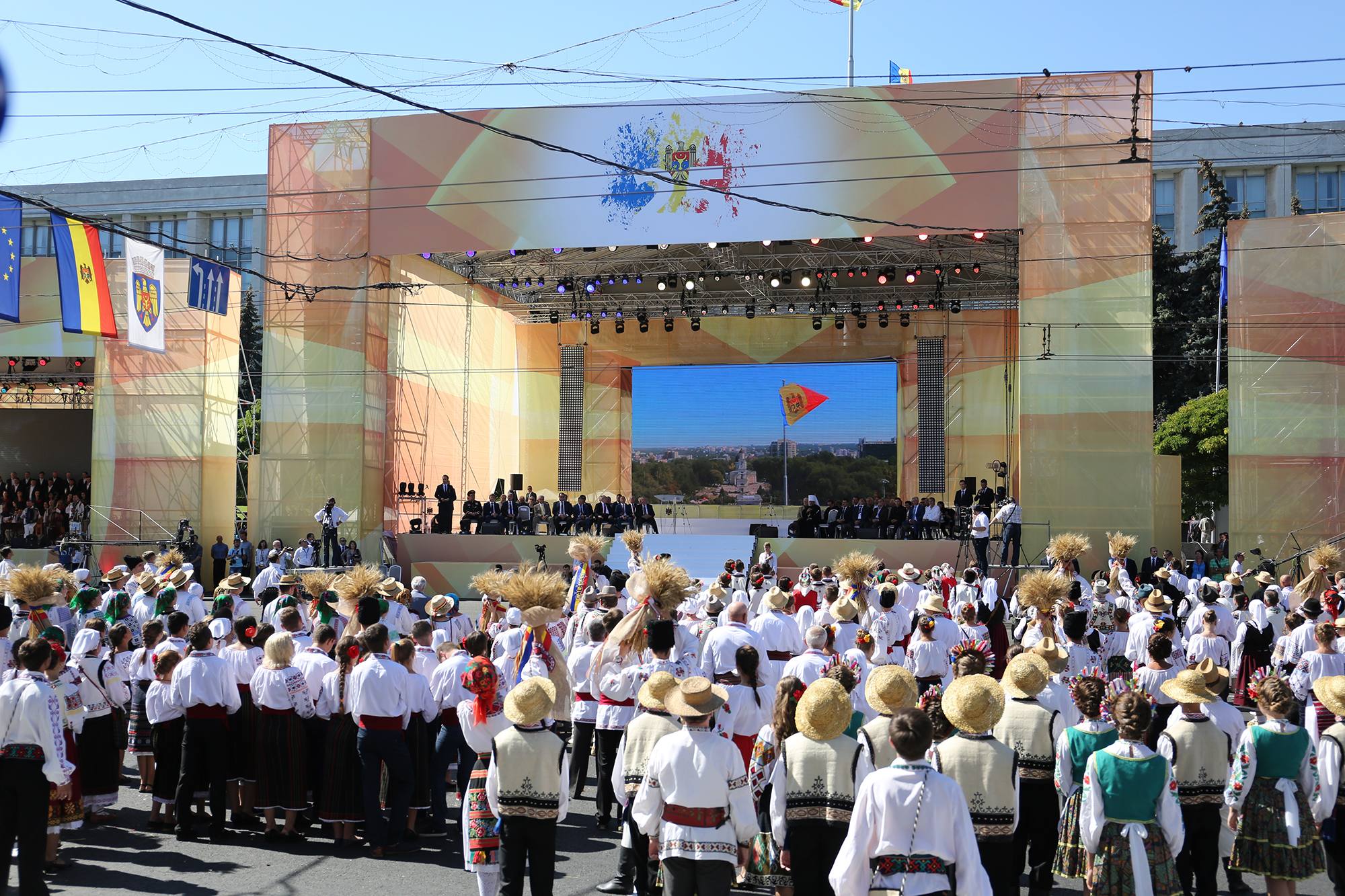
Jour de l'Indépendance en 2016

Le Soviet suprême de Moldavie a organisé des élections indépendantes entre février et juin 1990. Les élections ont abouti à l'élection de Mircea Snegur comme président du Parlement (chef d'État de facto), avec Mircea Druc comme Premier ministre. Le 23 juin 1990, le Parlement a adopté la Déclaration de souveraineté de la République socialiste soviétique de Moldavie, qui proclamait principalement la suprématie des lois moldaves sur celles de l'Union soviétique.
Le 27 août 1991, le Parlement de la République de Moldavie a voté l'adoption de la Déclaration d'indépendance de la Moldavie vis-à-vis de l'Union soviétique,. Le même jour, le Front populaire de Moldavie (FPM) organisa une manifestation de masse à Chișinău, connue plus tard sous le nom de Grande Assemblée nationale, qui fit pression sur les autorités soviétiques pour qu'elles adoptent une loi linguistique le 31 août 1989, proclamant la langue roumaine comme langue d'État de la République socialiste soviétique de Moldavie. Le 21 décembre 1991, la Moldavie, avec dix autres républiques soviétiques, a signé l'acte qui a formé la Communauté des États indépendants (CEI).

## Célébrations
Étant un jour férié, c'est un jour de congé pour la plupart des moldaves et des employés, et comme pour d'autres jours fériés, la plupart des entreprises ne sont pas ouvertes le 27 août de chaque année. Ce jour-là, le président de la République prononce un discours public et les autorités déposent des fleurs au monument d'Étienne le Grand. Un concert est également organisé sur la place de la Grande Assemblée nationale. En 2001, 2011, 2016 et 2021, des défilés militaires ont eu lieu dans le centre de Chișinău, commémorant des anniversaires importants de l'indépendance,,,.
En 2020, en raison de la pandémie de Covid-19 en Moldavie, une cérémonie nationale fermée au public a eu lieu dans la salle historique du palais présidentiel. La même année, en l'honneur du 29e anniversaire de l'indépendance, une délégation turque, conduite par le ministre des Affaires étrangères Mevlüt Çavuşoğlu, inaugure le consulat général de Turquie en Gagaouzie, premier consulat ouvert dans la région. Il était accompagné de son homologue moldave Oleg Țulea et de la Başkan (gouverneure) de Gagaouzie Irina Vlah. 

## Voir également
- Indépendance de la Moldavie
- Fête nationale
- Défilé du Jour de l'Indépendance de Chișinău
- Parlement de la République de Moldavie